# Hyblaea subcaerulea
Hyblaea subcaerulea is een vlinder uit de familie van de Hyblaeidae. De wetenschappelijke naam van de soort is voor het eerst geldig gepubliceerd in 1922 door Louis Beethoven Prout.